# Julius Johann Weiland
Julius Johannes Weiland (* um 1605; † 2. April 1663 in Wolfenbüttel) war ein Komponist.

## Leben
Er war zur Zeit von August II. (Braunschweig-Wolfenbüttel) Sänger und Cembalist am Wolfenbütteler Hof. Zusammen mit Johann Jacob Löwe (1628–1703), einem Organisten aus Eisenach, veröffentlichte er Zweyer gleichgesinnten Freunde Tugend- und Schertz Lieder (1657).

## Werke
Einige der wenigen von ihm überlieferten Werke sind:
- Erstlinge Musicalischer Andachten für 1-4 Singstimmen, 2 Violinen und Basso continuo, 1654[4]
- Deuterotokos. Hoc est sacrarum odarum partus für 1-3 Singst, 2 Violinen und Basso continuo, 1656[4]
- Zweyer gleichgesinnten Freunde Tugend und Schertz Lieder. Auff die itzige neueste Art in die Sing und Dicht Kunst verfasset für 1-3 Singstimmen, 2 Violinen, Viola und Basso continuo, 1657[4]
- Salve Jesu für 3 Singstimmen, 2 Violinen und Basso continuo
- Veni sancte spiritus a 6[5][6][7]
- Factum est proelium magnum[8]